# Friedrich Schiller (1923)
Friedrich Schiller ist ein deutscher Stummfilm aus dem Jahre 1923 von Curt Goetz mit Theodor Loos in der Titelrolle.

## Handlung
Eigentlich hatte der junge Friedrich Schiller vor, Pfarrer zu werden. Er beugt sich aber dem strengen, väterlichen Willen und besucht die Württembergische Karlsschule, eine auf Zucht und Ordnung ausgerichtete Erziehungseinrichtung, die unter der Patronage des allgewaltigen Herzogs von Württemberg steht. Hier sollen dem jungen Schiller die „jugendlichen Flausen“ – vor allem aber der Hang zur Dichtkunst – ausgetrieben werden. Stattdessen versucht man Schiller mit Nachdruck die Studiengänge Jura und Medizin schmackhaft zu machen. Als junger Regimentsarzt eingesetzt, widmet sich Friedrich aber bald voll und ganz seiner Leidenschaft: dem Schreiben. So entsteht heimlich sein Drama „Die Räuber“, an dessen Uraufführung am Mannheimer Nationaltheater er 1782 ebenso heimlich wie unerlaubt teilnimmt.
Das Stück wird ein Riesenerfolg und ebnet dem Jungschriftsteller die Bahn zu einer großen Karriere als Dichter. Dem Erfolg beim Publikum steht aber eine ebenso heftige Reaktion der Herrschenden gegenüber. Der absolutistisch regierende, herzogliche Landesvater, herrisch und cholerisch in seiner Charakterausbildung, ist außer sich vor Zorn, zumal er vor der Aufführung nicht nach seinem Plazet gefragt wurde. Er meint, in Schillers revolutionärem Stück den allgegenwärtigen Geist von Rebellion und Umsturz zu erkennen und droht dem jungen Dichter mit Zensur und Kerkerhaft. Schiller sieht daraufhin keinen Ausweg mehr: Will er weiter in Freiheit, auch in künstlerischer Freiheit, leben, so muss er das Land verlassen. Und so flieht er mit seinem Freund, dem begabten Musiker Andreas Streicher, aus der Garnison.

## Produktionsnotizen und Hintergrund
Friedrich Schiller, in der Arte-Ausstrahlung von 2012 auch als Friedrich Schiller – Eine Dichterjugend geführt, wurde in der zweiten Jahreshälfte 1922 in Stuttgart gedreht und passierte die Filmzensur am 23. Februar 1923. Der Film umfasste sieben Akte und war 2617 Meter lang. Die Uraufführung fand am 26. März 1923 im Stuttgarter Landestheater statt. Nach über acht Jahrzehnten wurde der lange Zeit als verschollen geglaubte und in München restaurierte Film 2005 wiederaufgeführt.
Goetz zeichnete in Personalunion als Regisseur, Produzent und Drehbuchautor verantwortlich. Die Filmbauten entwarf Julian Ballenstedt, die Kostüme Leopold Verch.

## Kritik
Im Allgemeinen lobte die Kritik Goetz‘ Regieleistung und dass er der Versuchung widerstand, der Figur Schillers mit Pathos zu begegnen. Stattdessen, so wurde konstatiert, habe er dem späteren Großdichter durchaus Humor abgewinnen können. Nachfolgend zwei Beispiele:
In der Lichtbild-Bühne war zu lesen: „Die Goetz-Film-Gesellschaft hat mit diesem Film versucht, die Jugend Schillers bis zu seiner Flucht mit dem Musiker Streicher darzustellen, und man kann wohl sagen, daß ihr dieser Versuch recht gut gelungen ist. Die Regie von Curt Goetz meisterte vollkommen den an und für sich recht schwierigen Stoff, vermied es, allzu ausführlich zu werden, und gab dafür prinzipiell zwar bedeutungslosere, für den Dichter aber charakteristische Einzelheiten. Theodor Loos gab eine lebensechte Studie Schillers, Hermann Vallentin in scharfer Charakteristik den Herzog Carl Eugen von Württemberg, den herrischen Tyrannen, gegen den „Die Räuber“ gerichtet waren. – Alles in allem ein Film, der nicht nur geeignet ist, ein treffendes Bild aus Schillers Jugendzeit zu übermitteln, sondern auch filmkünstlerisch des Reizes nicht entbehrt. Abgesehen von der nicht immer ganz einwandfreien Photographie ist als Fehler, der allerdings leicht zu beseitigen ist, die stellenweise ungeschickte Akteinteilung zu bezeichnen. Besonders augenfällig ein Aktschluß, in dem der Theaterzettel von der Erstaufführung der „Räuber“ angeheftet wird, während die Großaufnahme des Blattes der Anfang des neuen Aktes ist. Überhaupt würden einige Schnitte nicht schaden.“
Herbert Ihering befand 1923: „Ein Schiller-Film – ich fürchtete Apotheosen, lebende Bilder, Pathos im Text und im Arrangement. Stattdessen haben die Textverfasser Curt Götz und Max Kaufmann und besonders Curt Götz als Regisseur einen anderen Ausweg gewählt: den des humoristisch-anekdotischen Volksfilms. Curt Götz versucht gar nicht, Schiller zu pathetisieren. Er verläßt sich auf den Humor. Dieser mag manchmal billig sein – er ist aber meistens leicht und optisch wirksam. Der Film mag in Genrebilder zerfallen – diese sind aber oft mimisch reizend erfunden. (Wenn Schiller sich zum Beispiel im Schlaf nach der „Räuber“-Uraufführung in Mannheim plötzlich aus dem Bett erhebt und sich in Erinnerung an den Beifall verbeugt.) Daß Götz den Versuchen zu gewaltsamen Glorifizierungen auswich, war ebenso erfreulich, wie daß er während des ganzen Films, der seinem Wesen widersprechen mußte, seine witzige Begabung trotzdem durchsetzte.“